# Tarsicopia borsaniana
Tarsicopia borsaniana är en fjärilsart som beskrevs av Köhler 1959. Tarsicopia borsaniana ingår i släktet Tarsicopia och familjen nattflyn. Inga underarter finns listade i Catalogue of Life.